# Kimhei nemzetközi repülőtér
A Kimhei nemzetközi repülőtér (IATA: PUS, ICAO: RKPK) Dél-Korea egyik nemzetközi repülőtere, amely Puszan közelében található. Éves utasforgalma 10 027 097 fő (2022).

## Futópályák
A repülőtér futópályái:
- 18R/36L (3200 m, 60 m, beton)
- 18L/36R (2745 m, 45 m, aszfalt)

## Forgalom
Az utasforgalom az elmúlt években az alábbi módon változott:
| Utasok száma | 9 958 559 | 9 358 152 | 8 782 835 | 7 045 806 | 7 202 117 | 8 749 153 | 10 378 866 | 14 900 815 | 16 931 023 | 10 027 097 |
|              | 1997      | 2000      | 2003      | 2005      | 2008      | 2011      | 2014       | 2016       | 2019       | 2022       |